# (264) Libussa
(264) Libussa es un asteroide que forma parte del cinturón de asteroides y fue descubierto por Christian Heinrich Friedrich Peters el 22 de diciembre de 1886 desde el observatorio Litchfield de Clinton, Estados Unidos.
Está nombrado por la legenderia princesa checa Libussa, fundadora de Praga.

## Características orbitales
Libussa está situado a una distancia media del Sol de 2,798 ua, pudiendo acercarse hasta 2,416 ua. Su inclinación orbital es 10,42° y la excentricidad 0,1365. Emplea 1709 días en completar una órbita alrededor del Sol.